# José María Casas-Huguet
José María Casas-Huguet (26 de julio de 1929, Can Casas (el Bruc)- 9 de octubre de 2015) fue un abogado, escritor, conferenciante, ensayista, parapsicólogo y ufólogo español.

## Protección de la montaña de Montserrat
En 1971 fue nombrado delegado del Patronato de la Montaña de Montserrat, puesto desde el que realizó un estudio usado para declarar la montaña de Montserrat "Paisaje pintoresco".

## Investigación del fenómeno paranormal
En 1968 promovió la refundación del Centro de Estudios Interplanetarios (CEI), siendo su presidente desde enero de 1972 hasta octubre de 1978, cuando dimitió por desavinencias con la junta. Fue miembro fundador, en 1973, de la Sociedad Española de Investigaciones Parapsicológicas (SEIP). El enfoque plural de las investigaciones llevadas a cabo por Casas-Huguet constituye una aportación al planteamiento holístico y humanista que propugna su filosofía esencial, tal como se refleja en numerosas revistas especializadas, entrevistas radiofónicas y coloquios televisivos por canales autonómicos y estatales. Entre estos últimos destacan La Clave, de José Luis Balbín o El Mundo por Montera, de Fernando Sánchez Dragó. En el ambiente parapsicológico destaca por sus tesis sobre la ufología en la que propopne que el fenómeno OVNI tiene origen en el propio ser humano (sin perjuicio de la viabilidad de la hipótesis extraterrestre). Es autor del libro sobre paraufología "Nuevo Universo, la otra realidad" y de artículos diversos.

## Actividad cívica y cultural
Fue colaborador de la Direcció General d'Acció Cívica de la Generalidad de Cataluña organizando, en los años ochenta, numerosos ciclos de conferencias. Además, fue el delegado en España del Registro de Ciudadanos del Mundo con sede en París, actuando con el nombre de Ciudadanos del Mundo. Durante 1979 y 1980 fue el responsable del Departamento de Mundialismo del Club d'Amics de la UNESCO. En 1980 fue elegido miembro del Congreso de los Pueblos. En 1985 fundó en Barcelona la Asociación Pro Civismo Mundial - Ciudadanos del Mundo con el soporte del Departament de Cultura de la Generalidad de Cataluña.